# Auguste Vergote
Auguste-Frédéric Vergote (1818, Roeselare - 25 februari 1906, Brussel) was een Belgisch liberaal politicus.
In 1857 was hij hoofd van het departement Hygiëne bij het Ministerie van Binnenlandse Zaken onder Charles Rogier. Hij was achtereenvolgende provinciegouverneur van de provincies Namen (1882-1884), Henegouwen (1884-1885) en Brabant (1885-1906). Het was in deze laatste functie dat hij op 25 februari 1906 overleed. Hij promootte de haven van Brussel en zette zich in voor de ontwikkeling van de gemeente Schaarbeek. In deze gemeente werd een plein naar hem genoemd.
Hij kreeg ook verscheidene onderscheidingen. Zo was hij Grootofficier in de Leopoldsorde, en ontving hij het Burgerlijk Kruis 1ste Klasse en de Regeringsmedaille van koning Leopold II.
In het buitenland ontving hij het Grootkruis van de Orde van de Leeuw en de Zon in Perzië, was hij Grootofficier in de Frans Jozef-Orde in Oostenrijk en in de Orde van de Ster in Roemenië, en Ridder in de Orde van de Nederlandse Leeuw en het Legioen van Eer in Frankrijk.